# Parcul Lumea Copiilor
Parcul Lumea Copiilor, cunoscut și sub numele de Perla Sectorului 4, este un important spațiu verde din București, aflat în administrarea Primăriei Sectorului 4. Situat în apropierea Palatului Național al Copiilor, parcul ocupă o suprafață de 229.200 mp, dintre care 157.091 mp sunt destinați spațiilor verzi. 
Parcul poate fi accesat din mai multe puncte: intrarea principală de pe Bulevardul Tineretului, intrarea secundară de pe Strada Secerei, precum și accesul dinspre Calea Văcărești, toate fiind ușor accesibile atât pentru pietoni, cât și pentru cei care vin cu mijloace de transport în comun.
Datorită diversității activităților și spațiilor disponibile, Parcul Lumea Copiilor este o destinație deosebită pentru recreere și sport, oferind un mediu prietenos și modern în inima Bucureștiului.

## Istoric și context

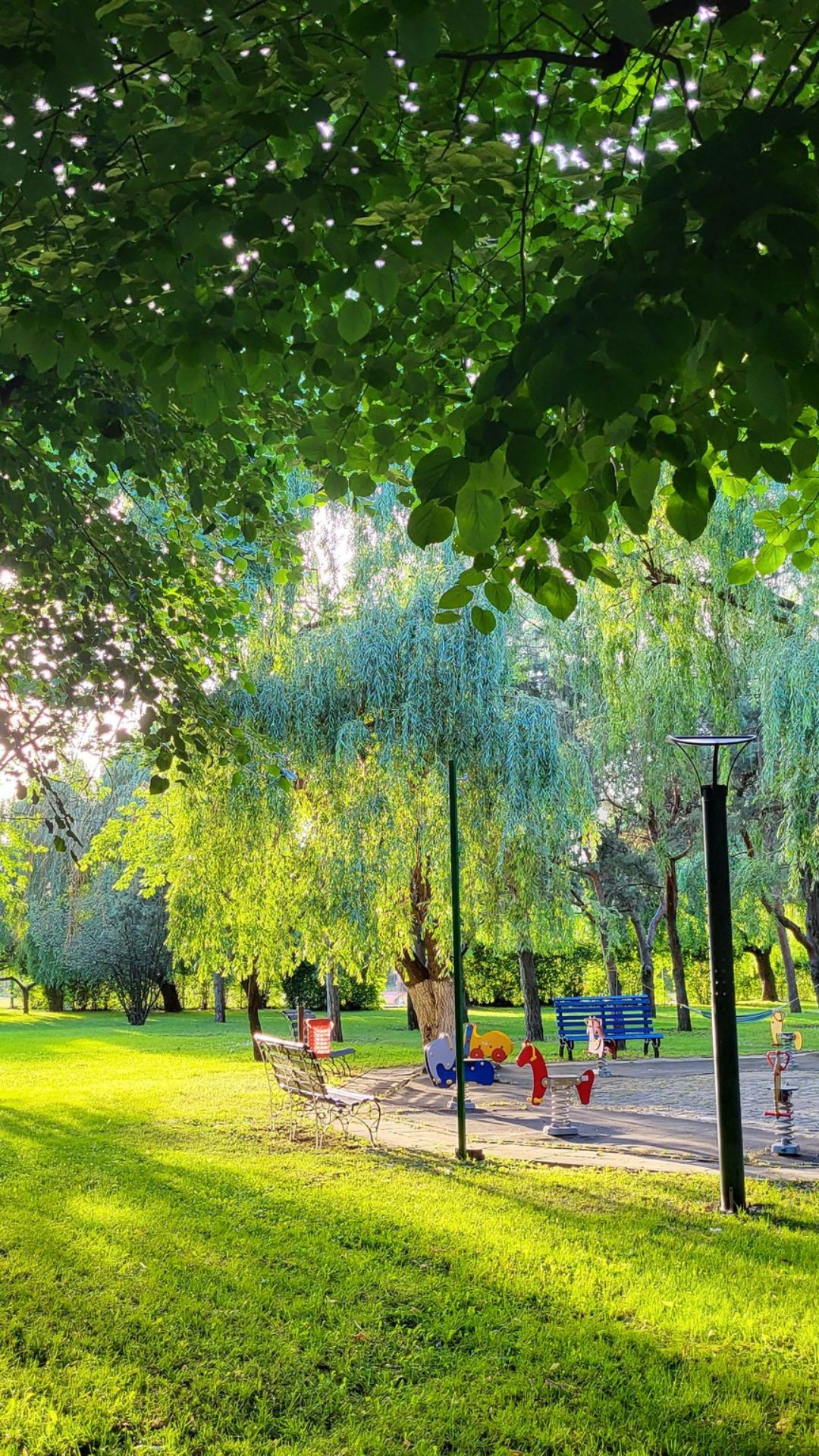
Zona verde

Parcul Lumea Copiilor a fost construit la începutul anilor 2000, pe o suprafață anterior neutilizată din apropierea Parcului Tineretului, ca parte a unui proiect de revitalizare urbană în Sectorul 4 al Bucureștiului. Dezvoltat cu scopul de a crea un spațiu recreativ dedicat familiilor, parcul a fost conceput pentru a răspunde nevoilor comunității dintr-o zonă dens populată, oferind atât locuri de joacă moderne, cât și zone verzi și facilități pentru relaxare.
Proiectul parcului a fost gândit pentru a complementa funcțiile vecinului său mai vechi, Parcul Tineretului, oferind o atmosferă mai dedicată copiilor și tinerilor. Infrastructura modernă, combinată cu o tematică prietenoasă, a făcut din Lumea Copiilor un punct de atracție important pentru locuitorii Capitalei.
În anii care au urmat inaugurării, Parcul Lumea Copiilor a fost extins și îmbunătățit, fiind dotat cu spații de joacă interactive, fântâni arteziene, piste de atletism și terenuri de sport. Acesta a devenit, totodată, un loc preferat pentru organizarea de evenimente publice, târguri și festivaluri sezoniere, consolidându-și rolul de centru cultural și recreativ al sectorului 4 din București.
Parcul reprezintă astăzi un exemplu de regenerare urbană de succes, îmbinând elementele naturale cu cele moderne și adaptându-se nevoilor unei populații urbane în continuă creștere. Fiind ușor accesibil și divers în oferta sa, Lumea Copiilor rămâne un loc emblematic pentru relaxare și socializare în București.

## Facilități

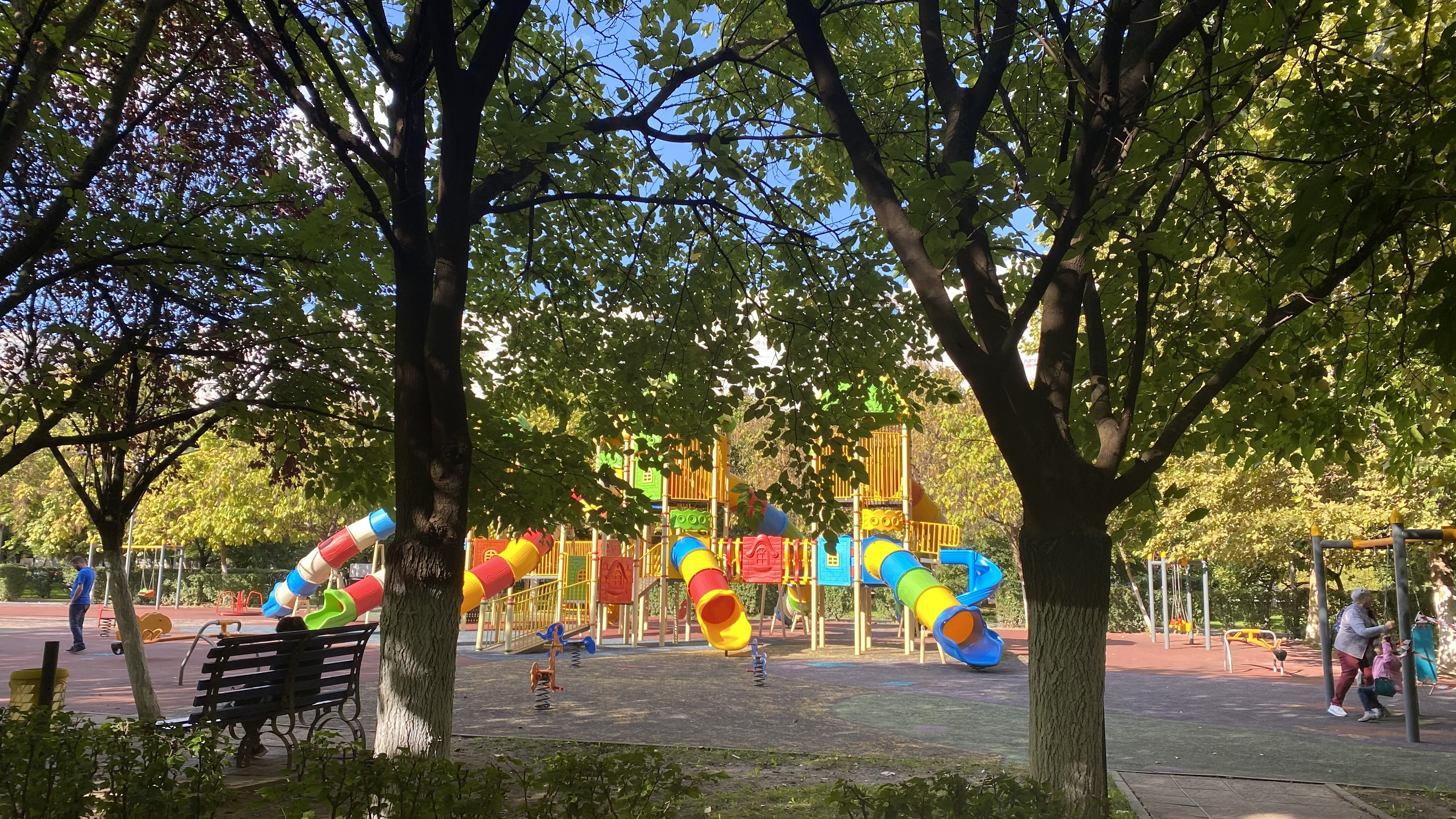
Loc de joacă din Lumea Copiilor

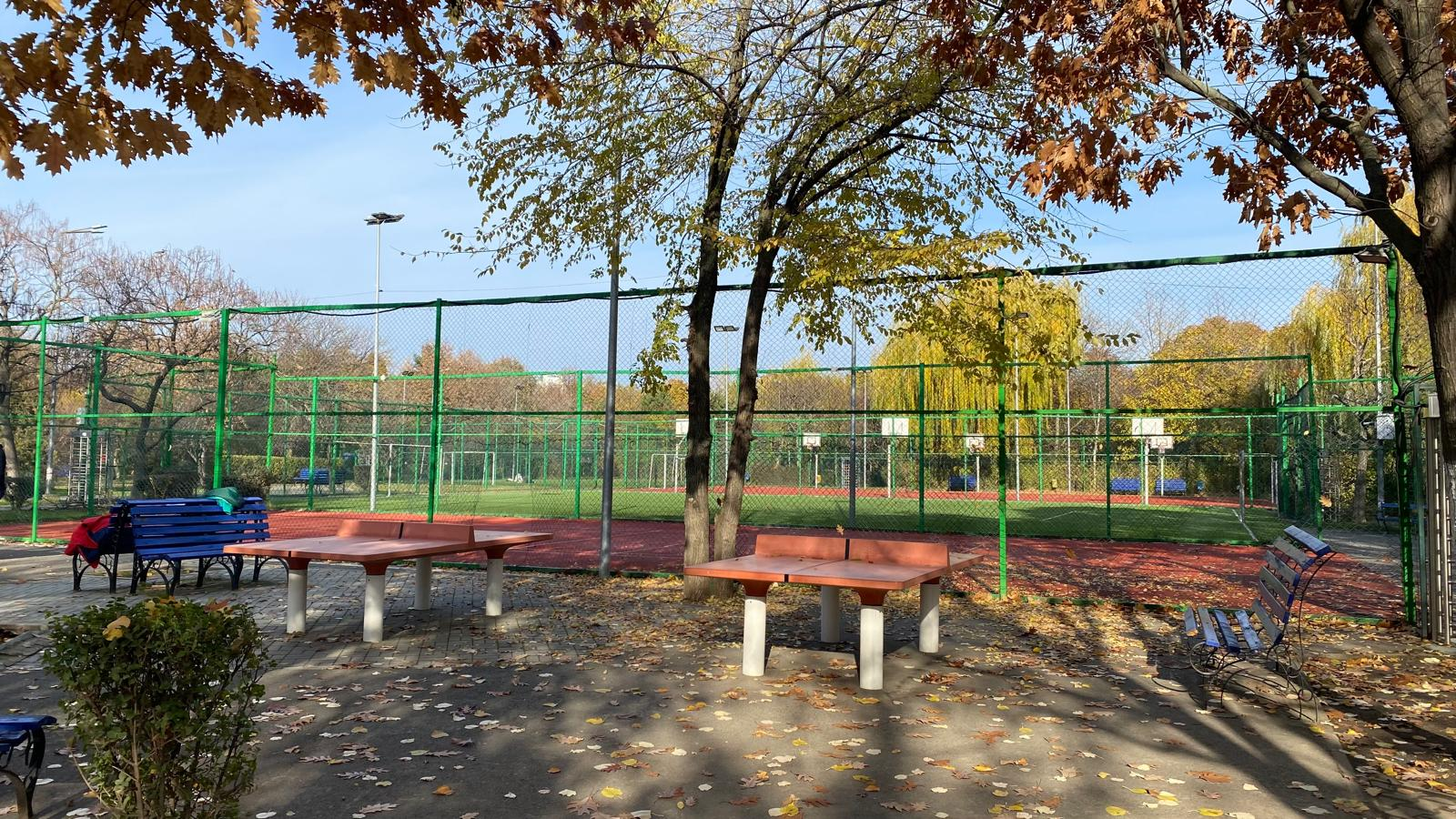
Terenuri de sport

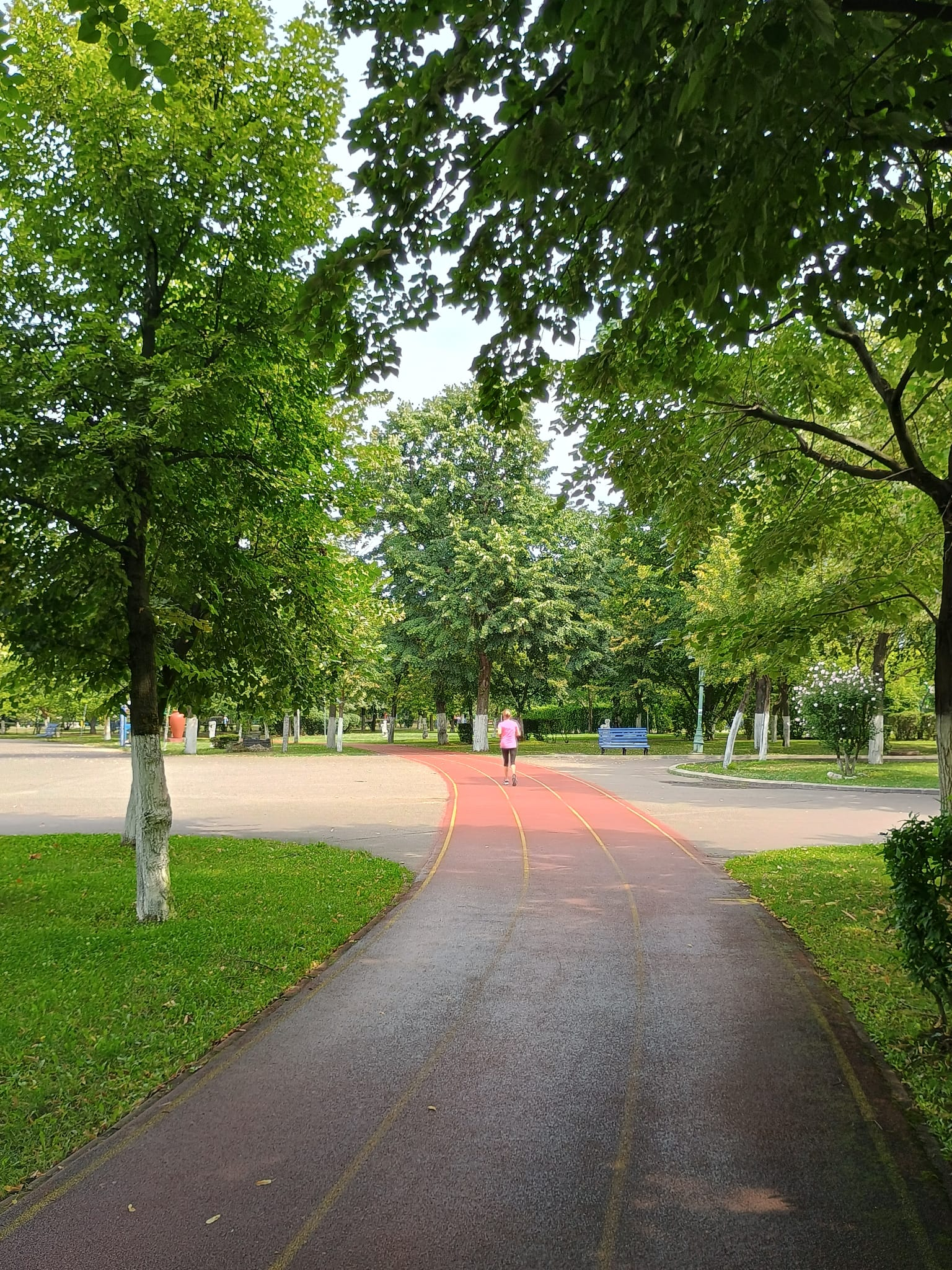
Pistă atletism

Parcul Lumea Copiilor este un spațiu modern care oferă o varietate de facilități pentru relaxare, distracție și activități recreative, fiind destinat tuturor vârstelor.
1. Zone de joacă pentru copii
  - Locuri de joacă tematice dotate cu tobogane, leagăne și echipamente interactive.
  - Atracții precum tiroliană cu un panou de cățărare, dedicate celor mici.
  - Spații special amenajate pentru activități creative și educative.
  - Grădina valorilor românești.
2. Zone pentru sport și recreere
  - Terenuri de fotbal sau baschet, mese de șah și ping-pong.
  - Alei largi pentru jogging, plimbări cu bicicleta sau role.
  - Zone de fitness în aer liber, dotate cu echipamente moderne.
3. Atracții acvatice
  - Fântâni arteziene.
4. Spații verzi și de relaxare
  - Pajiști generoase pentru picnicuri și zone umbrite de copaci.
  - Foișoare și bănci amplasate strategic pentru odihnă.
5. Zone pentru evenimente
  - Evenimente sezoniere, festivaluri tematice și expoziții în aer liber.
6. Infrastructură modernă
  - Aleile pavate sunt iluminate și majoritatea accesibile persoanelor cu dizabilități.
  - Toalete publice moderne și curate.
  - Chioșcuri cu răcoritoare și gustări.
7. Alte facilități
  - Zone dedicate activităților pentru adolescenți de tip skate park.
  - Parcări disponibile în proximitatea parcului.
  - Supraveghere video și pază pentru siguranța vizitatorilor.

Parcul Lumea Copiilor continuă să fie un punct de atracție important al Bucureștiului, oferind o combinație ideală între activități recreative, natură și divertisment modern.

## Impact și rol urban

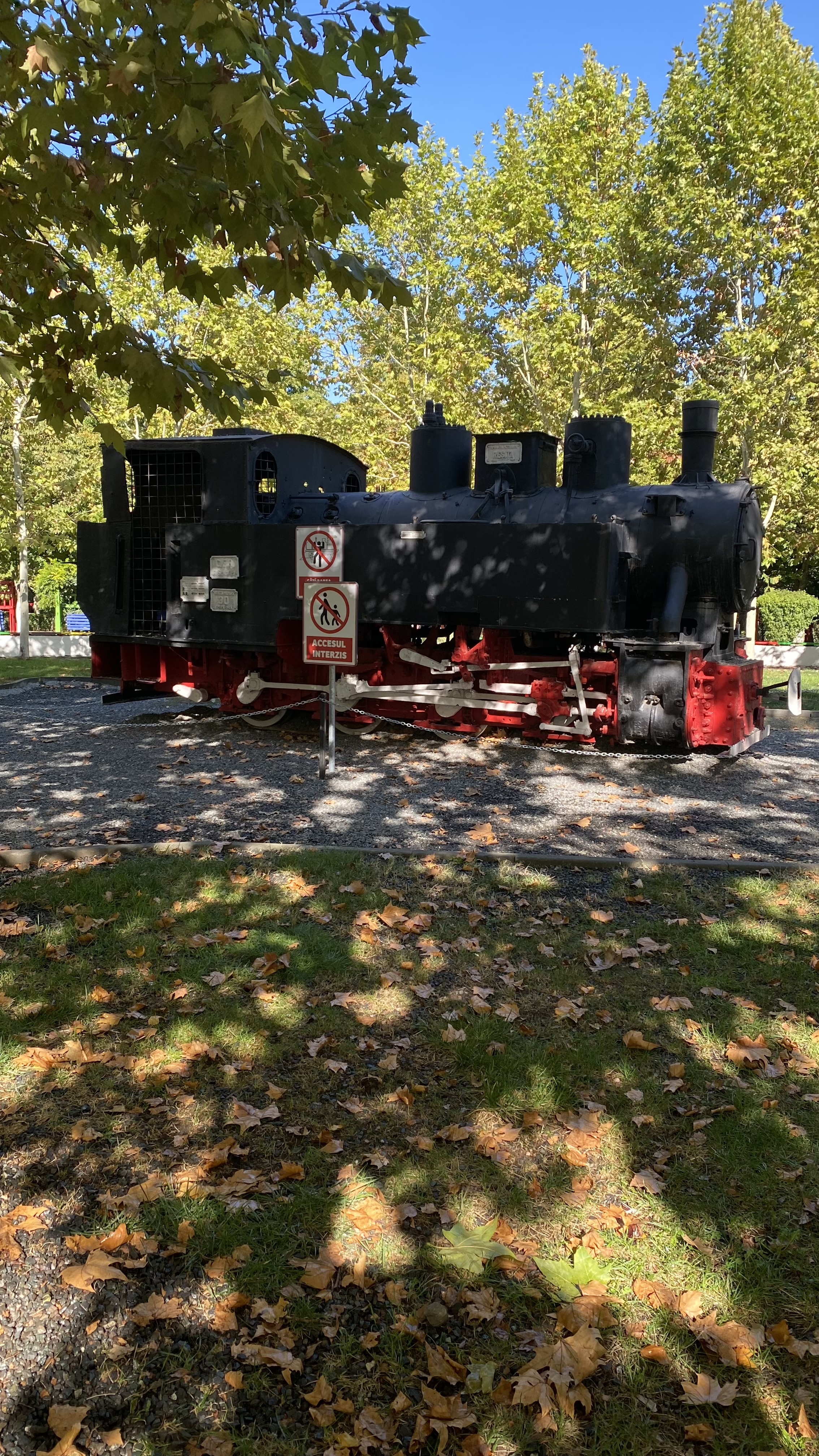
Locomotiva

Parcul Lumea Copiilor joacă un rol semnificativ în peisajul urban al Bucureștiului, având un impact important asupra comunității și asupra calității vieții locuitorilor din Sectorul 4.
1. Spațiu de recreere urbană Parcul oferă locuitorilor din zona centrală și sudică a Capitalei un loc de relaxare și distracție, contribuind la diminuarea stresului urban și la creșterea calității vieții. Datorită amplasării sale strategice, Parcul Lumea Copiilor servește drept oaza de verdeață în mijlocul unui oraș dens urbanizat, unde familiile pot petrece timp de calitate în aer liber.
2. Revitalizarea zonei Proiectul parcului a fost parte integrantă dintr-o inițiativă mai largă de regenerare urbană a Sectorului 4. Prin modernizarea infrastructurii și crearea unui spațiu verde atractiv, parcul a contribuit la îmbunătățirea esteticii zonei și la revitalizarea cartierelor adiacente. Aceasta a dus la creșterea atractivității imobiliare și la dezvoltarea economică locală.
3. Consolidarea coeziunii sociale Parcul are un rol important în facilitarea interacțiunilor sociale și în crearea unui sentiment de comunitate. Fie că este vorba despre familii, grupuri de tineri sau seniori, Lumea Copiilor este un loc unde oameni din diverse medii sociale se pot întâlni și socializa. Aceasta ajută la consolidarea coeziunii sociale, contribuind la dezvoltarea unui mediu urban mai integrat și mai prietenos.
4. Promovarea unui stil de viață sănătos Prin facilitățile sale destinate sportului, joggingului și activităților în aer liber, parcul încurajează un stil de viață activ și sănătos. Terenurile de sport, aleile pentru plimbări și zonele de fitness în aer liber sunt locuri ideale pentru a practica diverse forme de mișcare, fiind accesibile tuturor vârstele.
5. Reducerea poluării și îmbunătățirea microclimatului urban Suprafața generoasă de spațiu verde contribuie la reducerea poluării aerului și la crearea unui microclimat mai plăcut în zonă. Parcul ajută la absorbția dioxidului de carbon și la producerea de oxigen, iar vegetația densă contribuie la răcirea naturală a aerului, având un impact pozitiv asupra calității mediului urban.

Prin toate aceste aspecte, Parcul Lumea Copiilor are un impact pozitiv asupra dezvoltării durabile a Bucureștiului, contribuind atât la bunăstarea fizică și mentală a locuitorilor săi, cât și la îmbunătățirea peisajului urban.

## Importanța culturală

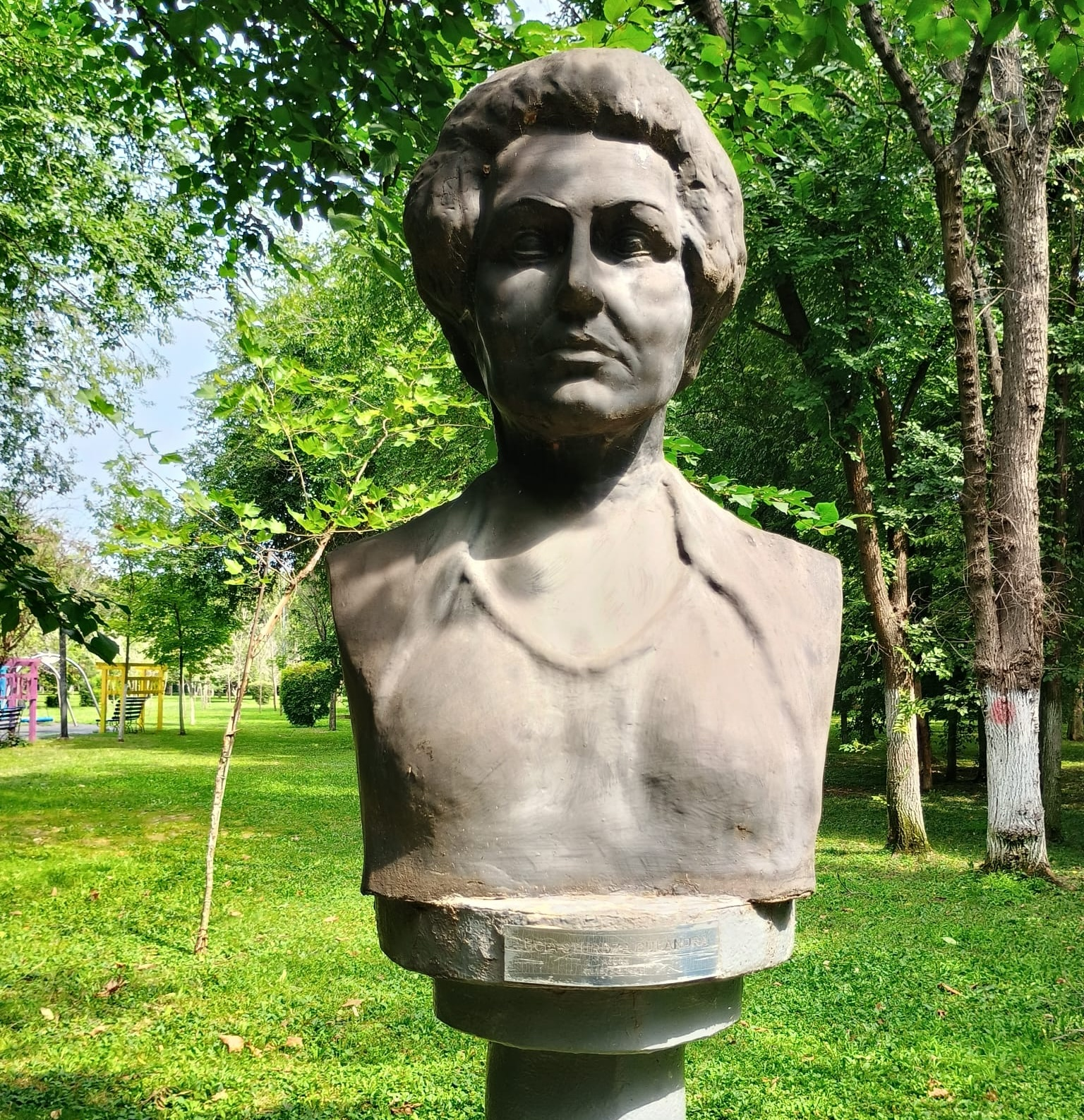
Bustul Luciei Sturdza-Bulandra

Parcul Lumea Copiilor joacă un rol important în peisajul cultural al Bucureștiului, fiind nu doar un loc de recreere, ci și un spațiu care contribuie la promovarea educației, artei și diversității culturale.
1. Promovarea educației non-formale Parcul oferă numeroase oportunități educative pentru copii și tineri, prin activități interactive, evenimente educaționale. De asemenea, prin facilitățile sale, Lumea Copiilor devine un loc ideal pentru învățarea prin joc, stimulând creativitatea și dezvoltarea abilităților sociale ale celor mici.
2. Fost și actual simbol al Bucureștiului În contextul urbanistic al Capitalei, Parcul Lumea Copiilor reprezintă o legătură între tradiția culturală a Bucureștiului și nevoile contemporane ale comunității. Construit într-o zonă în continuă schimbare, parcul reînvie spiritul cultural al orașului, fiind un simbol al dezvoltării urbane sustenabile, care nu ignoră importanța activităților culturale și recreative pentru locuitori.
3. Consolidarea identității culturale Parcul contribuie la păstrarea și promovarea identității culturale românești, fiind un loc în care tradițiile și valorile naționale sunt celebrate prin crearea unei zone dedicată personalităților culturii românești. Astfel, parcul ajută la întărirea legăturii dintre generații și la creșterea conștientizării culturale în rândul vizitatorilor.

Parcul Lumea Copiilor nu doar că oferă un loc de distracție și relaxare, dar și o platformă pentru promovarea culturii, educației și tradițiilor românești, devenind un spațiu important în viața culturală a Bucureștiului.